# 呉匡
| 姓名           | 呉匡                |
| 時代           | 後漢時代            |
| 生没年         | 〔不詳〕            |
| 字・別号       | 〔不詳〕            |
| 本貫・出身地等 | 兗州陳留郡          |
| 職官           | 部曲将〔何進〕      |
| 爵位・号等     | -                   |
| 陣営・所属等   | 何進                |
| 家族・一族     | 子：呉班 従子：呉懿 |

呉 匡（ご きょう、生没年不詳）は、中国後漢末期の人物。何進配下の武将。兗州陳留郡の人。

## 略歴
光熹元年8月29日（189年9月22日）、主君の何進が、宦官の張譲らによって殺害される。呉匡はこの仇を討つため軍勢を率い、宮門を破らんとするが、張譲らは少帝弁と陳留王（後の献帝）を連れて逃走する。
そこで呉匡は標的を、何進の異母弟の何苗に向ける。呉匡はかねてから何進と同調しない何苗を恨み、彼が宦官と結託していると疑っていた。呉匡が軍中に「大将軍（何進）を殺害したのは車騎将軍（何苗）である」と触れを出すと、何進に恩ある士卒たちは心を一つにし、ついに朱爵門の下で何苗を殺害した。
その後、何進・何苗配下の兵たちは董卓によって併呑されるが、呉匡の動向は不明。従子の呉懿（呉壹）は劉焉に随行して益州に入り、後に蜀漢の重臣となった。呉匡の子の呉班も蜀漢で彼に次ぐ地位に上ったという。
小説『三国志演義』では第3回で登場。史実同様に何進の仇討ちと称して、何苗殺害を扇動する。